# Entstehung der Umsatzsteuer (Deutschland)
Für die Entstehung der Umsatzsteuer gilt in Deutschland, dass die Umsatzsteuer mit Ablauf des Voranmeldungszeitraums entsteht, in dem eine Leistung (Lieferung oder sonstige Leistung) ausgeführt worden ist (= Versteuerung nach vereinbarten Entgelten = Sollversteuerung, § 13 Abs. 1 Nr. 1 lit. a) S. 1 UStG). Sofern der Unternehmer nach vereinnahmten Entgelten versteuert (= Istversteuerung, § 13 Abs. 1 Nr. 1 b UStG), entsteht die Umsatzsteuer, wenn das Entgelt eingegangen ist.

## Sollversteuerung

### Problemstellung
Bei der Sollversteuerung entsteht die Umsatzsteuer zu einem Zeitpunkt, zu dem noch nicht feststeht, was der Leistungsempfänger aufwenden wird. Es entsteht hier also ein Prognoseproblem, da die Leistung (und somit die Steuerentstehung) vom Zeitpunkt der Vereinnahmung des Entgelts abweicht. Der Unternehmer ist verpflichtet, das Entgelt zu ermitteln. Weicht dieses schließlich von dem vereinbarten und versteuerten Betrag ab, ist eine Korrektur nach § 17 UStG durchzuführen.
Die Umsatzsteuer entsteht unabhängig davon, ob eine Rechnung ausgestellt worden ist. Liegt eine Entgeltvereinbarung der Höhe nach noch nicht vor, entsteht die Steuer in Höhe des zu erwartenden Entgelts. Trotz der unmissverständlichen Regelungen zur Sollversteuerung hat sich in der Praxis ergeben, die Steuer erst in dem Voranmeldungszeitraum zu erklären, in dem die Rechnung ausgestellt wird. Hierbei liegt oft das Rechnungsdatum in einem anderen Voranmeldungszeitraum als das Leistungsdatum. Der unmittelbare Zusammenfall zwischen Leistung und Entgeltvereinbarung ist in der heutigen Praxis allenfalls bei Bargeschäften noch gegeben.

### Ausnahme
Wird das Entgelt oder ein Teil des Entgeltes (§ 10, § 11 UStG) vor Leistungsausführung vereinnahmt, entsteht die Umsatzsteuer mit Ablauf desjenigen Voranmeldungszeitraumes, in dem das Entgelt vereinnahmt wurde. Das ist die sogenannte Istversteuerung von Anzahlungen (§ 13 Abs. 1 Nr. 1a S. 4 UStG).
Die Anzahlung muss nicht in Geld geleistet werden, es kann sich hier auch um eine Lieferung oder sonstige Leistung handeln.

### Teilleistungen
Die Sollversteuerung gilt auch für Teilleistungen. Eine Teilleistung liegt vor, wenn für bestimmte Teile einer Leistung das Entgelt gesondert vereinbart wird (§ 13 Abs. 1 Nr. 1a S. 3 UStG). Die Teilleistung wird in Bezug auf die Steuerentstehung als selbständige Leistung behandelt. Die Umsatzsteuer entsteht in diesem Fall mit Ablauf des Voranmeldungszeitraumes, in dem die Teilleistung ausgeführt wurde (§ 13 Abs. 1 Nr. 1a S. 2 i. V. m. S. 1 UStG).

### Zeitpunkt der Leistung
Zunächst ist zu unterscheiden, ob es sich bei dem Umsatz um eine Lieferung oder eine sonstige Leistung handelt.
→ bei Lieferungen
- Lieferungen gelten dann als ausgeführt, wenn der Leistungsempfänger die Verfügungsmacht über den zu liefernden Gegenstand erlangt.[6] Bei Sukzessivlieferungen ist der Zeitpunkt jeder einzelnen Lieferung maßgebend.[7]

→ bei sonstigen Leistungen
- Bei Werkleistungen gilt der Zeitpunkt ihrer Vollendung.
- Bei Duldungs- und Unterlassungsleistungen gilt bei zeitlicher Begrenzung der Zeitablauf; bei den Leistungen ohne zeitliche Begrenzung gelten sie als sofort ausgeführt (sobald die Vereinbarung in Kraft tritt).
- Für Handelsvertreter ist die Ausführung des vermittelten Geschäfts maßgeblich.
- Für Handelsmakler ist die Erteilung der Schlussnote maßgeblich.

## Istversteuerung
Die von Unternehmer geschuldete Umsatzsteuer ist in diesem Fall erst zu zahlen, wenn er das Geld vom Leistungsempfänger erhalten hat.

### Voraussetzungen
Das Finanzamt kann auf Antrag gestatten, dass ein Unternehmer
- dessen Gesamtumsatz im vorangegangenen Kalenderjahr nicht mehr als 600.000 Euro betragen hat oder
- der nach § 148 AO von der Buchführung befreit ist und dies auch nicht freiwillig tut[8] oder
- Umsätze aus einer freiberuflichen Tätigkeit erzielt,

die Steuer nach vereinnahmten Entgelten berechnen kann (§ 20 Nr. 1–3 UStG).

### Auswirkungen
Die Steuer entsteht somit erst mit Ablauf des Voranmeldungszeitraums, in dem das Entgelt vereinnahmt wurde. Als vereinnahmt gilt nicht der auf einer Rechnung dem Zahlungspflichtigen mitgeteilte, sondern der beim Zahlungsempfänger tatsächlich eingegangene Betrag; nicht bezahlte Rechnungen führen also nicht zu einer Versteuerung.
Die Istbesteuerung darf lediglich Auswirkungen auf den Zeitpunkt der Besteuerung haben. Sie darf zu keinem anderen Ergebnis als die Sollbesteuerung führen. Insbesondere bei Steuersatzänderungen führt die Istbesteuerung nicht zu einem anderen anzuwendenden Steuersatz.

### Zeitpunkt der Vereinnahmung
Als Zeitpunkt der Vereinnahmung gilt bei Überweisungen auf ein Bankkonto der Zeitpunkt der Gutschrift. Vereinnahmt sind auch Beträge, die der Schuldner dem Gläubiger am Fälligkeitstag gutschreibt, wenn die Beträge dem Berechtigten von nun an zur Verwendung zur Verfügung stehen (vgl. BFH-Urteil vom 24. März 1993, X R 55/91, BStBl II S. 499).

## Weitere Entstehungsvorschriften

### Beförderungseinzelbesteuerung
Bei Beförderung von Personen im Gelegenheitsverkehr mit Omnibussen, die nicht im Inland zugelassen sind, entsteht die Steuer im Zeitpunkt, in dem der Kraftomnibus ins Inland gelangt (§ 13 Abs. 1 Nr. 1c UStG).

### Unentgeltliche Wertabgabe
Die Steuer entsteht mit Ablauf des Voranmeldungszeitraumes, in dem die unentgeltliche Wertabgabe ausgeführt wurde. Da hier kein Geldfluss erfolgt, kann auf den Zeitpunkt der Vereinnahmung nicht abgestellt werden. Die Steuer entsteht sowohl bei der Sollbesteuerung als auch bei der Istbesteuerung stets mit Ablauf des Voranmeldungszeitraumes, in dem die Steuerpflicht erfüllt ist.

### Innergemeinschaftlicher Erwerb
Für innergemeinschaftliche Erwerbe entsteht die Steuer mit Ausstellung der Rechnung, spätestens mit Ablauf des dem Erwerb folgenden Kalendermonats. Auch hier besteht kein Unterschied zwischen der Sollbesteuerung und der Istbesteuerung. Der Zeitpunkt des Erwerbs ist identisch mit dem Zeitpunkt der Lieferung (§ 13 Abs. 1 Nr. 6 UStG).

### Fahrzeugeinzelbesteuerung
Die Steuer für die Besteuerung neuer Fahrzeuge (§ 1b UStG) entsteht mit dem Tag des Erwerbs (§ 13 Abs. 1 Nr. 7 UStG).